# データボックス しらべてサイエンス
『データボックス しらべてサイエンス』は、NHK教育テレビジョンで2000年4月10日から2003年3月19日まで放送されていた小学校6年生向けの学校放送（教科：理科）である。

## 概要
近未来が設定で、「データボックス」にある理科の映像を表示する。

## 放送時間
いずれも日本標準時。別の時間帯での再放送あり。
| 期間                          | 放送時間                                             |
| ----------------------------- | ---------------------------------------------------- |
| 2000年4月10日 - 2002年3月11日 | 月曜日 11:30 - 11:45                                 |
| 2002年4月10日 - 2003年3月19日 | 水曜日 11:45 - 11:59 2002年3月までは再放送枠だった。 |

## 出演者
優里菜
演 - 井上優里菜
寿光
演 - 佐川寿光
流
演 - 清水流
かおり
演 -  伊東かおり

## 放送リスト
| 回 | タイトル               | 初回放送日     |
| -- | ---------------------- | -------------- |
| 1  | ほのおの科学           | 2000年04月10日 |
| 2  | 火起こしのひみつ       | 2000年04月24日 |
| 3  | 体をつくる食べ物       | 2000年05月15日 |
| 4  | 吸った空気、はいた空気 | 2000年05月29日 |
| 5  | 骨は語る               | 2000年06月12日 |
| 6  | 緑の工場               | 2000年06月26日 |
| 7  | ファーブルが見た自然   | 2000年07月10日 |
| 8  | 地層はタイムカプセル   | 2000年08月28日 |
| 9  | 陸地誕生               | 2000年09月18日 |
| 10 | 動く台地               | 2000年10月02日 |
| 11 | 梅干はなぜ赤い         | 2000年10月16日 |
| 12 | 水にひそむ気体         | 2000年10月30日 |
| 13 | 金属を溶かす水         | 2000年11月13日 |
| 14 | 星空を見よう           | 2000年11月27日 |
| 15 | ガリレオが見た星       | 2000年12月11日 |
| 16 | 電流と磁石             | 2001年01月10日 |
| 17 | パワーアップ電磁石     | 2001年01月22日 |
| 18 | 飲む水、すてる水       | 2001年02月05日 |
| 19 | 落ち葉はなぜ消える     | 2001年02月19日 |
| 20 | 森の生き物と人         | 2001年03月05日 |